# 问政山
问政山又名华屏山，是徽州古城周围的五峰（问政山、乌聊山、飞布山、西干山和紫阳山）之首，是徽州古城东侧的天然屏障，位于徽州古城边东门——问政门外，海拔277.4米。
问政山得名于唐代歙州刺史于德晦为其从兄于方外在此所筑的问政山房，道士聂师道是其学生，亦号问政先生。
问政山被满山的四千亩竹海覆盖，特产“问政贡笋”和珠兰花等享有盛誉的地域农产品，又是“斩尾龙挂纸”、“雪猫护笋”、“元公问政”、“问政山铁门槛”、“抬八老爷”、“洪百万做慈善”等民间传奇故事的发生地。